# Pediobius coxalis
Pediobius coxalis är en stekelart som beskrevs av Boucek 1965. Pediobius coxalis ingår i släktet Pediobius och familjen finglanssteklar.
Artens utbredningsområde är:
- Tjeckien.
- Kroatien.

Inga underarter finns listade i Catalogue of Life.